# Ruzzo Reuss
Heinrich Ruzzo Reuss von Plauen, prins av Reuss, greve av Plauen, född den 24 maj 1950 i Luzern, död den 29 oktober 1999 i Stockholm, var en tysk prins och landskapsarkitekt.
Ruzzo Reuss var son till prins Heinrich Enzio Reuss von Plauen (1922-2000) och den svenska friherrinnan Louise Peyron och tillhörde den tidigare regerande furstefamiljen i tyska furstendömet Reuss (i grenen Reuss-Schleiz-Köstritz). Föräldrarna var frånskilda, och Ruzzo Reuss växte upp hos fadern i Rom men tillbringade somrarna hos modern i Skåne. Han tog studenten vid Lundsberg i Värmland. Under tiden på Lundsberg var han personlig vän med kronprinsen, blivande Carl XVI Gustaf, och de två brukade, bland annat, gå på jakt tillsammans.
1989 avled modern, och Ruzzo Reuss ärvde en gård i Glumslöv utanför Landskrona. Ruzzo Reuss, som var mycket intresserad av golf, stod bakom tre 18-hålsbanor i Schweiz, niohålsbanan i Lundsberg och hade flera projekt på gång.
Ruzzo Reuss var gift första gången 1974-1986 med Mette Rinde från Norge, med vilken han 1977 fick tvillingdöttrar, och andra gången från 1992 med Abba-medlemmen Anni-Frid Lyngstad, som fick titeln prinsessan Anni-Frid Reuss, grevinna av Plauen. Därigenom blev Lyngstad väninna till drottning Silvia, och på senare år vintersemestrade kungaparet och prinsparet tillsammans.
Han avled i cancer.